# BlueCo
A BlueCo é um consórcio liderado por Todd Boehly, Clearlake Capital, Mark Walter e Hansjörg Wyss. O grupo foi formado como veículo de investimento para a aquisição do Chelsea, clube de futebol da Premier League, em 2022. Seu nome é derivado da cor principal do Chelsea Football Club, seu principal clube de futebol, e atua como empresa controladora do clube.

## Histórico
Fundada em 2022, a BlueCo é um consórcio que comprou o Chelsea em 2022. Ele é liderado por Todd Boehly, presidente e CEO da Eldridge Industries, e pela Clearlake Capital, e também inclui Hansjörg Wyss, fundador da Wyss Foundation, e Mark Walter, cofundador e CEO da Guggenheim Partners. Walter e Boehly são proprietários do Los Angeles Dodgers, do Los Angeles Lakers e do Los Angeles Sparks. A BlueCo adquiriu o clube de futebol da Ligue 1, RC Strasbourg Alsace, um ano depois, para iniciar a propriedade de vários clubes.

## Clubes de propriedade

### Chelsea Football Club
Em março de 2022, o ex-proprietário do Chelsea, o oligarca russo Roman Abramovich, foi sancionado pelos governos ocidentais em resposta à Invasão da Ucrânia pela Rússia em 2022. Como resultado, a Premier League desqualificou Abramovich como diretor do clube e ele foi forçado a colocar o clube à venda.
Em 7 de maio de 2022, o Chelsea confirmou que os termos foram acordados para que um novo grupo de proprietários adquirisse o clube. O grupo, mais tarde conhecido como BlueCo, era liderado por Todd Boehly, presidente e CEO da Eldridge Industries, e Clearlake Capital, e também incluía Hansjörg Wyss, fundador da Wyss Foundation, e Mark Walter, cofundador e CEO da Guggenheim Partners. Walter e Boehly são proprietários do Los Angeles Dodgers, do Los Angeles Lakers e do Los Angeles Sparks.
Em 25 de maio de 2022, o governo britânico aprovou a aquisição do Chelsea pela BlueCo por £4,25 bilhões. A transação recebeu todas as aprovações necessárias do governo do Reino Unido, da Premier League e de outras autoridades, e foi concluída em 30 de maio de 2022. Após a aquisição, a BlueCo prometeu comprometer £ 1,75 bilhão em investimentos adicionais no estádio do clube, Stamford Bridge, na academia, time feminino, no estádio da academia e do time feminino, Kingsmeadow, e na Fundação Chelsea.

### RC Strasbourg Alsace
Em 22 de junho de 2023, a BlueCo chegou a um acordo para se tornar acionista do clube francês RC Strasbourg Alsace. O acordo faria com que a BlueCo investisse nos times principais e na academia do Strasbourg. Foi relatado que o consórcio tinha quase 100% de participação no clube, tendo pago €75 milhões.